# Alfa Romeo 90
El Alfa Romeo 90 es un automóvil de turismo del segmento E que el fabricante italiano Alfa Romeo comercializó entre 1984 y 1987. Presentado en el Salón del Automóvil de Turín de 1984, reemplazó al Alfa Romeo Alfetta para enfrentarse al Citroën CX, Fiat Argenta, Ford Granada, Lancia Thema, Opel Rekord, Peugeot 505, Renault 25, Saab 9000 y Volkswagen Passat. Se produjeron poco más de 50.000 unidades, y tres años después de su lanzamiento se presentó su sucesor, el Alfa Romeo 164.
El 90 cuenta con motor delantero longitudinal, tracción trasera y carrocería sedán de cuatro puertas diseñada por Bertone. A diferencia del Alfetta, no hubo variante cupé.
El modelo se ofrecía con cuatro motores de gasolina: un cuatro cilindros en línea de 1,8 litros y 120 CV, un cuatro cilindros en línea de 2,0 litros y 128 CV, un V6 de 2,0 litros y 132 CV, y un V6 de 2,5 litros y 156 CV. Salvo el motor de 1,8 litros, los demás se ofrecían con inyección de combustible. Por su parte, el único Diésel era un cuatro cilindros en línea de 2,4 litros turboalimentado que desarrollaba 105 o 110 CV.